# هوای غیرعادی

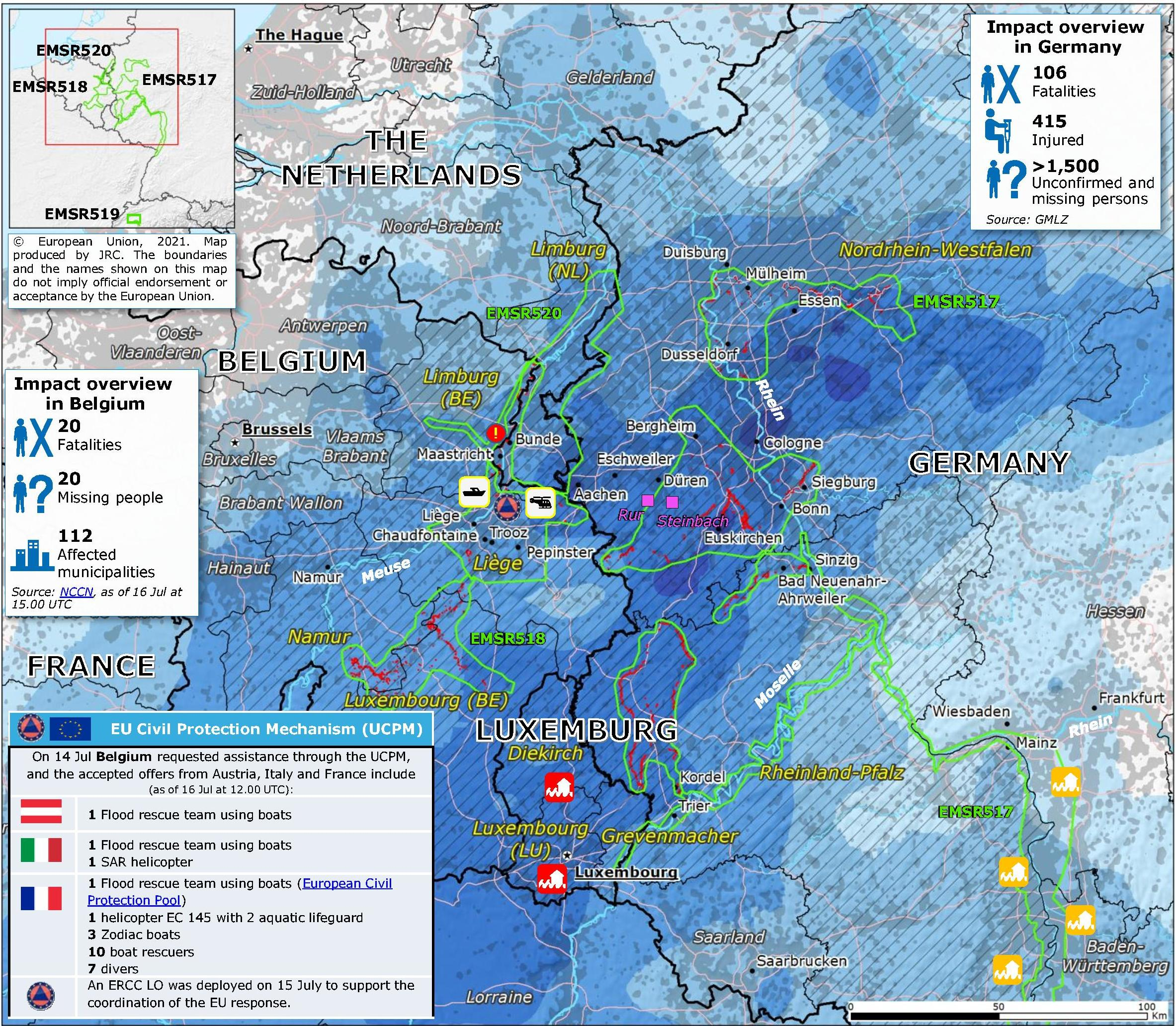
نمایی از سیل های اروپای غربی

هوای غیرعادی (به انگلیسی: Extreme weather) که هوای شدید، هوای فرین و هوای خشن نیز نامیده می‌شود ، شامل هوای غیرمنتظره، نامعمول، شدید یا غیرفصلی هواشناختی است. آب‌وهوا در نهایت شدت در توزیع پیشینۀ تاریخی - محدوده‌ای که در گذشته دیده شده‌است. اغلب، رویدادهای شدید بر اساس تاریخچهٔ آب‌وهوای ثبت‌شده در یک مکان است و به عنوان ده درصد نامعمول‌ترین تعریف می‌شود.
شواهدی وجود دارد که نشان می‌دهد تغییرهای اقلیمی در حال افزایش تناوب و شدت برخی از رویدادهای شدید آب‌وهوایی است. اعتماد به انتساب آب‌وهوای شدید و دیگر رویدادها به تغییرهای آب‌وهوایی انسانی در تغییر فراوانی یا بزرگی رویدادهای گرما و سرمای شدید با مقداری اطمینان در افزایش بارش‌های سنگین و افزایش شدت خشکسالی، بالاترین میزان است.
آب‌وهوای شدید اثرات قابل توجهی بر جامعهٔ انسانی و همچنین اکوسیستم‌های طبیعی دارد. به عنوان مثال، یک شرکت بیمه جهانی میونیک ره («Munich Re») پیش‌بینی کرد که بلاهای طبیعی بیش از ۹۰ میلیارد دلار خسارت مستقیم جهانی در سال ۲۰۱۵ ایجاد می‌کند.
امواج گرما دوره هایی با درجه حرارت و شاخص گرمای غیرعادی بالا هستند. تعاریف موج گرما به دلیل تغییر دما در مناطق مختلف جغرافیایی متفاوت است. گرمای بیش از حد اغلب با سطوح بالایی از رطوبت همراه است، اما همچنین می تواند به طور فاجعه بار خشک شود.
موج سرد یک پدیده آب و هوایی است که با سرد شدن هوا مشخص می شود. به طور خاص، همانطور که توسط سرویس ملی آب و هوای ایالات متحده استفاده می شود، موج سرد کاهش سریع دما در یک دوره 24 ساعته است که نیاز به حفاظت قابل توجهی برای کشاورزی، صنعت، تجارت و فعالیت های اجتماعی دارد. معیار دقیق موج سرد با سرعت کاهش دما و حداقل کاهش آن تعیین می شود. این حداقل دما به منطقه جغرافیایی و زمان سال بستگی دارد.